# Picoplâncton
São denominados picoplâncton os menores organismos do plâncton, com dimensões menores que 2 μm como as bactérias, só retidas por filtros.